# 斯蒂芬·托波洛夫斯基的生日派对
《斯蒂芬·托波洛夫斯基的生日派对》（英語：Stephen Tobolowsky's Birthday Party） 是一部与演员斯蒂芬·托波洛夫斯基的生日派對有关的2005年纪录片，其在片中讲述了自己的人生故事。出席这个派对的知名人物包括演员米娜·苏瓦丽、艾美·亞當斯，以及托波洛夫斯基的妻子安·赫恩。在这部长达87分钟的纪录片中，这位通常扮演配角的演员成为了中心人物。